# كولومبييه (كيبك)
كولومبييه (بالإنجليزية: Colombier, Quebec)‏ هي بلدية محلية في كيبيك تقع في كندا في Côte-Nord.  يقدر عدد سكانها بـ 747 نسمة ومساحتها 381.70 كم2 .